# NSB Type 19a
Die Type 19a war eine Dampflokomotivbaureihe der Norges Statsbaner (NSB), die für den Einsatz vor Erzzügen auf der Ofotbane beschafft wurde. Die norwegischen Bahnstrecken, die dem Staat gehörten, waren zu der damaligen Zeit administrativ eigenständige Einheiten. So wurden die neun Lokomotiven der Ofotbane (OB) zugeteilt.
Die von der Schweizerische Lokomotiv- und Maschinenfabrik (SLM) entwickelten Lokomotiven wurden zudem auch von Hamar Jernstøberi in Norwegen gebaut. Die Nassdampfverbundlokomotiven 19a waren die Grundlage für die Entwicklung der Heißdampflokomotiven der Typen 28a und 28b. Die Lokomotiven aller drei Typen waren mit vierachsigen Tendern gekuppelt.

## Geschichte
Die NSB schrieben 1899 die Beschaffung von Lokomotiven für die Beförderung von Erzzügen auf der im Bau befindlichen Ofotbane zwischen Narvik und Riksgränsen aus, die Bestellung erfolgt am 27. Februar 1900. Die Strecke hatte auf 70 % der Streckenlänge Bögen von 300 bis 400 m Radius und durchgehend eine Steigung von 12 bis 17 ‰. Die Lokomotiven sollten vier Kuppelachsen und eine vordere Laufachse erhalten und dabei in der Lage sein, bei 18 km/h eine Zugkraft von 9 t auszuüben, wobei die Achslast von 15,5 t nicht überschritten werden durfte.
Die Ausschreibung wurde gegen internationale Konkurrenz von der SLM gewonnen, welche 1900 einen Auftrag über die Lieferung von sechs Lokomotiven erhielt. Sie waren die größten und stärksten Lokomotiven, die der Hersteller bis dahin gebaut hatte, und wurden im Mai und Juni 1902 mit den Nummern 151–156 zur Inbetriebnahme der Strecke abgeliefert. Zuvor waren auf der Gotthardbahn Probefahrten ausgeführt worden, bei denen 200-t-Züge auf der 26-‰-Rampe ohne Probleme geführt werden konnten. Die Zugkraft der Lokomotive wurde daraufhin auf 9,8 t bei einer Geschwindigkeit von 22 km/h geschätzt, was wesentlich über den vertraglich festgelegten Werten lag.
Wegen des ansteigenden Verkehrs auf der Ofotbane waren zusätzliche Lokomotiven nötig, so dass Hamar Jernstøberi nach Plänen der SLM weitere drei Lokomotiven baute, die mit Nummer 160 (Hamar 32) im Januar 1909 und mit Nummer 161 und 162 (Hamar 50 und 51) Anfang 1910 abgeliefert wurden.

## Technik

### NSB Type 19a
Die Type 19a war eine Zweizylinder-Nassdampfverbundlokomotive. Der Kessel ruht auf einem Plattenrahmen aus 40 mm starken Blechen. Wegen der großen Feuerbüchse konnte der Hinterkessel nicht zwischen dem Rahmen angeordnet werden, so dass der Kessel sehr hoch eingebaut werden musste. Die Kesselmitte lag 2650 mm über der Schienenoberkante. Der Durchmesser des Kessels war mit 1700 mm um 165 mm größer als bei den damaligen Lokomotiven der Gotthardbahn. Auf dem vorderen Kesselschuss war der Dampfdom angeordnet, in dem sich der Regler befand. Der Dampf gelangte von dort zuerst in den Hochdruckzylinder auf der rechten und dann in den Niederdruckzylinder auf der linken Lokseite. Dieser hatte mit 820 mm einen für die damalige Zeit sehr großen Durchmesser.
Der Antrieb erfolgte auf die dritte Kuppelachse. Die erste Kuppelachse war mit Ausgleichshebeln mit der radial einstellbaren Laufachse verbunden, ebenso waren die drei letzten Kuppelachsen mit Ausgleichshebeln verbunden. Die zweite und die vierte Kuppelachsen hatten je 30 mm Seitenspiel.
Einsatz
Am 1. Juli 1920 erhielt der Distrikt 8 (Ofotbanen) der NSB die Bezeichnung Distrikt Narvik. Alle neun Lokomotiven blieben bis zur vollständigen Elektrifizierung der Erzbahn 1922 auf der Strecke im Einsatz. Da anschließend der Bedarf nicht mehr vorhanden war, wurde als erste die 19a 154 im Oktober 1923 abgestellt. Im November 1923 folgten die 19a 153 und wohl um diese Zeit auch die 19a 152. Alle drei Lokomotiven wurden nach langer Abstellzeit am 5. März 1935 ausgemustert und verschrottet.
Die von Hamar Jernstøberi gebauten 19a 160–162 kamen sofort nach Aufnahme des elektrischen Betriebes auf der Erzbahn zum Distrikt Trondheim.
Die 19a 151 wurde 1934 an den Distrikt Oslo abgegeben, die 19a 156 und 155 folgten 1941 und 1943.
Je nach Bedarf kamen sie bis zum Umbau in die Type 28b in den Distrikten Oslo, Trondheim und Bergen zum Einsatz. Dieser Umbau erfolgt von Juli 1939 (162) bis zum Februar 1945 (160).

### NSB Type 28a
Zwei weitere Lokomotiven in ähnlicher Bauausführung wurden am 14. September 1910 bei Hamar Jernstøberi bestellt und im November 1911 mit den Nummern 163 und 164 (Hamar 67 und 68) geliefert. Sie wurden im Gegensatz zu den Nassdampflokomotiven der Type 19a als Zwillingsheißdampflokomotiven ausgeführt und deshalb der Type 28a zugeordnet.
Einsatz
Beide Lokomotiven wurden am 25. November 1925 vom Distrikt Narvik, wo sie nicht mehr benötigt wurden, in den Distrikt Oslo abgegeben. Die 163 wurde am 7. November 1957 abgestellt und am 13. Januar 1958 ausgemustert. Bei der 164 erfolgte die Abstellung am 23. Mai 1959 und die Ausmusterung am 26. September 1959.

### NSB Type 28b
Die Heißdampfbauart bewährte sich, so dass die verbliebenen sechs Nassdampflokomotiven der Type 19a zwischen Juli 1939 und Februar 1945 in Heißdampflokomotiven umgebaut wurden. Sie erhielten die Typbezeichnung 28b, behielten jedoch ihre Betriebsnummern.
Einsatz
Ihre Einsatzgebiete lagen in den Distrikten Bergen und Oslo. Die 155 war bis zum Umbau im Dezember 1943 in Narvik verblieben und wurde danach in den Distrikt Oslo versetzt. Die Abstellungen begannen 1955, die Ausmusterungen erfolgten zwischen dem 18. Oktober 1955 (156) und dem 20. September 1960, an dem die 155 als letzte Lokomotive der Bauart zur Verschrottung gebracht wurde.